# Daisuke Kanzaki
Daisuke Kanzaki (født 2. februar 1985) er en japansk fodboldspiller.
Han har spillet for flere forskellige klubber i sin karriere, herunder Ventforet Kofu, V-Varen Nagasaki og Giravanz Kitakyushu.